# Jetsada Jitsawad
Jetsada Jitsawad (Thai: เจษฎา จิตสวัสดิ์; * 5. August 1980 in Bangkok) ist ein thailändischer Fußballtrainer und ehemaliger Fußballnationalspieler.

## Karriere als Spieler

### Verein
Seine Karriere begann Jetsada in der Jugendmannschaft des FC Thailand Tobacco Monopoly. Von 1998 bis 2000 spielte er für die Jugend, ehe er dann zur Seniorenmannschaft stieß. Bis 2008 spielte er für den Verein und bestritt insgesamt 142 Spiele. Dabei gewann er mit dem Verein 2005 die thailändische Meisterschaft und konnte den Super Cup im gleichen Jahr gewinnen. Erste internationale Erfahrungen auf Vereinsebene blieben ihm jedoch nach dem Gewinn der Meisterschaft verwehrt. Der Verein wurde von der AFC Champions League 2006 ausgeschlossen. Zum Ende seiner Karriere, 2009, wechselte er erstmals den Verein und spielt seitdem für Muang Thong United. Er wurde zum Kapitän der Mannschaft bestimmt und mit seiner Erfahrung konnte er mithelfen die erste Meisterschaft in der Geschichte des Vereins zu gewinnen. Nach Saisonende wurde er als bester Verteidiger der Saison 2009 ausgezeichnet.

### Nationalmannschaft
Die Karriere in der Nationalmannschaft Thailands begann für ihn in der U-23. Er stand im Kader der U-23, welche 2001 die Goldmedaille bei den Südostasienspielen errang. Ein Jahr später stand er mit der U-23 im Halbfinale der Asienspiele. Am Ende belegte die Mannschaft den 4. Platz. 2003 durfte er dann erstmals für die Senioren auflaufen. An der Fußball-Asienmeisterschaft nahm er 2004 das erste Mal teil, das zweite Mal 2007. Im selben Jahr war er im Kader der Nationalelf bei der ASEAN-Fußballmeisterschaft und erreichte mit dem Team das Finale. Unter dem neuen Nationaltrainer Peter Reid fand er bisher keine Berücksichtigung mehr. 2007 stand er in der Elf für das Abschiedsspiel von Kiatisak Senamuang.

## Karriere als Trainer
Nach dem Weggang von Miloš Joksić im Juni 2016 übernahm er die Mannschaft von Pattaya United als Interims-Trainer. Nachdem der Verein Ende Juni Kim Hak-chul als Trainer verpflichtete, arbeitete er bis zum Ende der Saison als Co-Trainer. 2017 verließ er Pattaya und unterschrieb einen Vertrag als Co-Trainer beim Erstligisten BEC Tero Sasana FC in Bangkok. Seinen Debüt als Cheftrainer gab er am 26. August 2020 beim Zweitligisten Udon Thani FC. Hier stand er bis Ende des Jahres an der Seitenlinie. Zur Saison 2021/22 übernahm er das Traineramt beim Zweitligisten Ayutthaya United FC. Bei dem Klub aus Ayutthaya stand er bis Saisonende unter Vertrag.

## Erfolge

### Spieler

#### Verein
Tobacco Monopoly
- Thai Premier League: 2004/05
- Supercup: 2005

Muangthong United
- Thai Premier League: 2009
- Thailändischer Pokalfinalist: 2010

#### Nationalmannschaft
- Teilnahme an der Endrunde zu den Fußball-Asienmeisterschaften 2004, 2007
- Asienspiele 4. Platz 2002
- ASEAN-Fußballmeisterschaft Finalist 2007
- Südostasienspiele Goldmedaille 2001

## Auszeichnungen

### Spieler
Thai Premier League
- Verteidiger des Jahres: 2009

## Erläuterungen/Einzelnachweise
1. ↑  thaifootball.com: Bild mit Kader (Memento des Originals vom 23. Juni 2008 im Internet Archive)  Info: Der Archivlink wurde automatisch eingesetzt und noch nicht geprüft. Bitte prüfe Original- und Archivlink gemäß Anleitung und entferne dann diesen Hinweis.
2. ↑  thaifootball.com: Kader mit Bild der Asienspiele 2002 (Memento des Originals vom 8. September 2017 im Internet Archive)  Info: Der Archivlink wurde automatisch eingesetzt und noch nicht geprüft. Bitte prüfe Original- und Archivlink gemäß Anleitung und entferne dann diesen Hinweis.
3. ↑  thaifootball.com: Kader des Asian Cup 2007
4. ↑  thaifootball.com:  Vorbericht (Memento vom 16. Februar 2008 im Internet Archive)